# Raja brachyura
La raya boca de rosa (Raja brachyura) es una especie de pez de la familia de los Rajidae en el orden de los Rajiformes.

## Morfología
Los machos pueden llegar a alcanzar los 120 cm de longitud total y las hembras 125.

## Reproducción
Es ovíparo y las hembras ponen huevos envueltos en una cápsula córnea.

## Alimentación
Come animales bentónicos. 

## Hábitat
Es un pez de mar y de Clima templado (60 ° N-21 º N, 18 ° W-24 ° E) y demersal que vive entre 10-380 m de profundidad.

## Distribución geográfica
Se encuentra en el Océano Atlántico oriental: desde las Islas Shetland hasta Marruecos, Sahara Occidental y 
archipiélago de Madeira.

## Observaciones
Es inofensivo para los humanos. 